# Nights in Manhattan
Nights in Manhattan is een livealbum van Iain Matthews. Het werd in eigen beheer uitgegeven op zijn platenlabel Coast to Coast en bevatte in eerste instantie alleen een concertregistratie van mei 1988 in de Bottom Line te New York. In 1997 verscheen een Amerikaanse versie waarin ook nummers waren opgenomen uit de sessie in McCabes Guitar Shop te Santa Monica (Californië) op 12 oktober 1990. In 2002 kwam  het album in de Amerikaanse versie opnieuw uit in de box The Complete Notebook Series, een 5-cd-box.

## Musici
Manhattan:
- Iain Matthews – zang, gitaar
- Mark Hallman – gitaar, zang
- Craig Necoesgu – synthesizer, percussie, zang

Santa Monica:
- Iain Matthews, Mark Hallman – zang, gitaar
- David Hayes - basgitaar

## Muziek
| Nr. | Titel                                | Duur |
| --- | ------------------------------------ | ---- |
| 1.  | On Squirrel Hill (Jules Shear)       | 3:31 |
| 2.  | Keep on sailing (Matthews)           | 4:47 |
| 3.  | Man in the station (John Martyn)     | 4:51 |
| 4.  | Alive alone (Jules Shear)            | 4:18 |
| 5.  | Seven Brdiges Road (Steve Young)     | 4:52 |
| 6.  | Except for a tear (Jules Shear)      | 5:11 |
| 7.  | Reno Nevada (Richard Farina)         | 4:32 |
| 8.  | Woodstock (Joni Mitchell)            | 3:14 |
| 9.  | Shadows break (Jules Shear)          | 5:02 |
| 10. | Following every finger (Jules Shear) | 4:27 |
| 11. | Meet on the Ledge (Richard Thompson) | 3:39 |
| 12. | Standing still (Jules Shear)         | 6:00 |

| Nr. | Titel                                 | Duur |
| --- | ------------------------------------- | ---- |
| 13. | Nights in Manhattan (Matthews)        | 3:50 |
| 14. | Even the guiding light (Matthews)     | 3:50 |
| 15. | Darkness darkness (Jesse Colin Young) | 4:32 |
| 16. | This fabrication (Jules Shear)        | 3:54 |

Cd 1: Nights in Manhattan · Cd 2: Live alone · Cd 3: Intimate wash · Cd 4: Camouflage · Cd 5: Woodshedding